# Zhejiang Television
Zhejiang Television è un canale televisivo cinese, proprietà di Zhejiang Radio and Television Group.